# Discobola dicycla
Discobola dicycla là một loài ruồi trong họ Limoniidae. Chúng phân bố ở miền Australasia.